# ام‌تی‌ان ۸
ام‌تی‌ان ۸ یک رقابت فوتبال در آفریقای جنوبی است که هرساله با حضور ۸ تیم برتر سال گذشته فوتبال این کشور برگزار می‌شود. این جام که به صورت حذفی است معمولاً در طی یک یا دو ماه در اوت و سپتامبر تماماً برگزار می‌شود.
از سال ۲۰۰۸ گروه ام‌تی‌ان اسپانسر این جام شد و نام آن به ام‌تی‌ان ۸ تغییر کرد؛ پیش از آن تحت اسپانسری بی‌پی نام جام BP Top 8 و تحت اسپانسری هواپیمایی آفریقای جنوبی، SAA Supa 8 بود.